# Megaulacobothrus longisonus
Megaulacobothrus longisonus is een rechtvleugelig insect uit de familie veldsprinkhanen (Acrididae). De wetenschappelijke naam van deze soort is voor het eerst geldig gepubliceerd in 1987 door Li & Yin.